# Rada Federalna
Rada Federalna (niem. Bundesrat) – organ władzy centralnej, głównie w państwach niemieckojęzycznych. W języku polskim zwana jest także Radą Związkową.
W Niemczech i Austrii jest przedstawicielstwem krajów związkowych i organem władzy ustawodawczej w zakresie ogólnofederalnym obok drugiej izby parlamentu – w Niemczech obok Bundestagu, a w Austrii obok „Rady Narodowej” (Nationalrat). Funkcjonowała także w Związku Północnoniemieckim w latach 1866–1871 i II Rzeszy w latach 1871–1918 i skupiała przedstawicieli książąt, reprezentujących państwa niemieckie (Badenię, Bawarię, Prusy itp.).
W Szwajcarii Rada Federalna jest natomiast najwyższym organem władzy wykonawczej, składającym się z siedmiu członków, wybieranych na cztery lata przez Zgromadzenie Federalne (Bundesversammlung).